# Bo Bragason
Bo Bragason (Chichester, 2004) is een Brits actrice.

## Vroegere leven
Bragason werd geboren in Chichester, West Sussex. In haar kindertijd woonde ze zeven jaar in Luxemburg en drie jaar in het zuiden van Frankrijk. In 2014 keerde ze met haar familie terug naar Engeland, waar ze zich vestigden in Mere. Bragason ging naar de nabijgelegen Knutsford Academy. Ook ging ze naar het Knutsford Little Theatre en het National Youth Theatre. Daarnaast volgde ze zaterdaglessen aan het David Johnson Drama in Manchester.

## Biografie
Als peuter had Bragason een kleine rol in de Franstalige film Hidden Love.  Tien jaar later speelde ze haar volgende rol en maakte ze haar televisiedebuut als Rachel Winshaw in de miniserie Three Girls op BBC One. Hierna had ze rollen in de televisieseries Moving On, op BBC One en Creeped Out op CBBC.
Bragason keerde terug in de film Kingsglaive: Final Fantasy XV, waarin ze als motion capture verscheen. Ook vertolkte ze een rol in de horrorfilm Censor van Prano Bailey-Bond in 2021. In hetzelfde jaar was ze naast Florence Hunt te zien als Vera in de adaptie van Force Majeure op Donmar Warehouse.
In 2024 had Bragason een hoofdrol als Roxy Trotter in de Disney+ fantastie-avonturenserie Renegade Nell met Louisa Harland Daarnaast speelde ze Amy Knightly in de BBC-dramaserie The Jetty met Jenna Coleman Tevens verscheen Bragason als Clara in de vampierenfilm The Radleys. Bragason had eveneens een terugkerende rol in het drama King and Conqueror op BBC One.

## Filmografie

### Films
| Jaar | Film                          | Rol                               | Ref           |
| ---- | ----------------------------- | --------------------------------- | ------------- |
| 2007 | Hidden Love                   |                                   | [ 1 ]         |
| 2016 | Kingsglaive: Final Fantasy XV | Motion capture van een jonge Luna | [ 1 ]         |
| 2021 | Censor                        | ouder meisje                      | [ 6 ]         |
| 2024 | The Radleys                   | Clara Radley                      | [ 11 ] [ 13 ] |

### Televisie
| Jaar | Serie         | Rol            | Extra                   |
| ---- | ------------- | -------------- | ----------------------- |
| 2017 | Three Girls   | Rachel Winshaw | Miniserie               |
| 2018 | Moving On     | Lyn            | Aflevering: "Invisible" |
| 2019 | Creeped Out   | Rocky          | Aflevering: "Itchy"     |
| 2024 | Renegade Nell | Roxy Jackson   | Hoofdrol                |
| 2024 | The Jetty     | Amy Knightly   | Hoofdrol                |